# Ceanothus roderickii
Ceanothus roderickii là một loài thực vật có hoa trong họ Táo. Loài này được W.Knight mô tả khoa học đầu tiên năm 1968.